# 日本人民共和国憲法草案
日本人民共和国憲法草案（にほんじんみんきょうわこくけんぽうそうあん）は、日本共産党が1946年6月29日に発表した新憲法草案である。第二次世界大戦直後の日本で作られた多くの新憲法草案の一つである。

## 概要
日本共産党機関誌『前衛』1946年7月21日号に掲載。
1945年（昭和20年）9月2日に日本政府が正式に降伏文書に調印し、連合国との停戦協定が成立してから2か月後の1945年（昭和20年）11月8日に日本共産党の全国協議会において決議され、1945年（昭和20年）11月11日に日本共産党が発表した
1. 主権は人民に在り。
2. 民主議会は主権を管理する民主議会は18歳以上の選挙権被選挙権の基礎に立つ,民主議会は政府を構成する人人を選挙する。
3. 政府は民主議会に責任を負う議会の決定を遂行しないか又はその遂行が不十分であるか或は曲げた場合その他不正の行為あるものに対しては即時止めさせる。
4. 人民は政治的,経済的,社会的に自由であり、且つ議会及び政府を監視し批判する自由を確保する。
5. 人民の生活権,労働権,教育される一権利を、具体的設備を以て保証する。
6. 階級的並びに民族的差別の根本的廃止。

から成る「新憲法の骨子」（1945年11月8日に日本共産党の全国協議会において決議されたものは、1945年11月11日に日本共産党が発表したものより1項目多く全7項目となっていた）基軸に、1946年（昭和21年）6月28日に日本共産党が決定し、翌、6月29日に日本共産党が発表した。

### 主権在民、共和制
本改正草案の特徴は、天皇制を廃止して共和制を採用している事と自由権・生活権等が保障されている事である。国による民主主義的政党ならびに大衆団体に対する必要な物質的条件の提供が規定されているが、党の指導性は明示されていない。社会的生産手段の所有は公共の福祉に従属する規定があるが、国有化は明文では規定されていない。

### 人民権利保障、公務員廉潔、死刑廃止
社会主義的な側面を挙げると、人民の権利に関しては、権利行使が物質的にも施設提供などによって保証されていたり、被用者へ経営に参加する権利が与えられていたりする。その他には、「公務員」の章を設け、警察署責任者の住民による選出や公務員の廉潔を義務付けていること、戸主制・家督相続制や拷問及び死刑を廃止することなどが特徴である。民主主義的活動、民族解放運動、学術的活動のゆえに追究される外国人に対して、国内避難権という形で事実上の外国人の亡命受け入れが明記されている。

### 侵略戦争不参加、軟性憲法、共和政体破棄否定
なお、この憲法草案には日本国憲法第9条のような軍隊不保持や交戦権否認の規定はないが、侵略戦争への不支持と不参加の規定がある。また、憲法改正が国会の3分の2以上の賛成で可能であるため日本国憲法に比して軟性である。一方で、「共和政体の破棄と君主制の復活は憲法改正の対象とならない」と規定し、1948年に制定されたイタリア共和国憲法と類似した規定がある。

### 各規定の概略
日本人民共和国
- 「日本国は、人民共和制国家である。」との記述から始まる。それ以降はすべて「日本人民共和国」と記されているが、この記述のみ日本国と記した理由は不明。
- 主権在民、議会を通じた代表民主制を規定する。対外的に国を代表する人物は「国会常任幹事会議長」
- 「封建的寄生的土地所有制」「財閥的独占資本」の廃止と解体、「重要企業」と金融機関に対する政府による規制を謳っている。
- 侵略戦争の不支持と不参加を義務付けている。

人民の基本的権利と義務
- 皇族・華族と特権の廃止、基本的人権を規定。
- 言論の自由、結社の自由、労働争議とデモ活動の自由とこれに対する保障として、「民主主義的政党ならびに大衆団体にたいし、印刷所、用紙、公共建築物、通信手段その他この権利を行使するために必要な物質的条件を提供」するとしている。
- 政教分離と信仰・無信仰の自由。
- 移動・移住の自由、国籍離脱の自由。
- 住居の不可侵、通信の秘密。
- 拷問・死刑の廃止
- 冤罪確定者に対する「精神上、物質上の損害を賠償」
- 生活に必要な財産の私有制の保障と、「社会的生産手段の所有は、公共の福祉に従属する。財産権は、公共の福祉のために必要な場合には、法律によって制限」
- 戸主制・家督相続制の廃止、男女同権、一夫一婦制。
- 団結権などのいわゆる労働三権と経営に参加する権利
- 16歳以下の労働の禁止
- 週40時間労働制の権利
- 「家のない人民は、国家から住宅を保障される権利をもつ。この権利は、国家による新住宅の大量建設、遊休大建築物・大邸宅の開放、借家人の保護によって保障される。」
- 義務教育の無償
- 外国人の権利は法律によって保障すると規定。

国会、政府、国家財政、司法
- 三権のうち、立法府が日本人民共和国の最高国家機関として位置づけられている（第42条、第66条、第84条）。
- 立法府に「主権の管理」(第43条)、「憲法の実行の監視」(第44条)などの権力を集中させる体制は他の社会主義国の憲法に類似する。行政府による立法府の解散権を認めない点も議院内閣制と異なる。

- 「国会」は、全人民により選挙せられた代議士により運営される一院制議会である。
  - 国会の所掌事項は「内外国政に関する基本方策の決定」・「憲法の実行の監視」・「憲法の変更または修正」・「法律の制定」（立法権）・「予算案の審議と確認」・「政府首席の任免と首席による政府員の任免の確認」・「国会常任幹事会の選挙、国会休会中において常任幹事会の発布した諸法規の確認」・「人民から提出された請願書の裁決」・「日本人民共和国最高検事局検事の任命」・「会計検査院長の任命」・「各種専門委員会の設置」の11事項。

- 「国会常任幹事会」は、「国会代議士」による選挙せられた25名からなる（第62条）。その国会常任幹事会議長が日本人民共和国を代表する（国家元首、第63条）。

- 「国会常任幹事会」の職務は、「国会」の召集、解散、総選挙の施行公告など日本国憲法における天皇の国事行為とほぼ同じである。

- 「政府」は、「国会」により任命される「政府首席」と「政府員」によって構成され、行政を掌理する。

地方制度
- 日本人民共和国の地方は、日本国憲法における地方自治・住民自治ではなく、「政府機関と地方支部の活動は、地方の権力機関の行政と合致するよう、法律によって調整される。（第80条）」とあるように、国の権力の一部であり、中央集権国家である。

公務員
第91条に、「公務員は、民主主義と全人民の利益に奉仕し、官僚主義に陥ってはならない」と記載されてある。
憲法改正
- 改正要件は、代議士の3分の2以上の賛成で成立する。国民投票はその要件となっていない。
- 共和政体の破棄と君主制の復活は憲法改正の対象とならない。

## 起案者におけるその後の取り扱い
1993年（平成5年）に発行された『憲法の原点―論評と資料』(日本共産党中央委員会付属社会科学研究所編、新日本出版社発行)には、「日本共産党憲法草案」という題名で収録されているが、この点について注釈はない。
2000年（平成12年）2月に、日本共産党委員長の不破哲三は「（共産党憲法草案は）戦争が終わった翌年の1946年、日本で新しい憲法をつくろうというときに、当時の党が提案したものであって、そういう歴史的な文章だ、われわれの今後の行動はそれを基準にするものでもないし、それに拘束されるものでもありません」と述べている。